# Heffaklump
Heffaklump (engelska: Heffalump) är en fantasivarelse som omnämns i berättelserna om Nalle Puh av A.A. Milne. Ordet dyker upp i femte kapitlet i boken Nalle Puh, när Christoffer Robin en morgon säger att han råkat se en heffaklump "klumpa iväg". Puh bestämmer sig för att försöka fånga en och tillsammans med Nasse gräver han en fälla och sätter dit en burk honung som lockbete.
Puh och Nasse lyckas inte fånga någon heffaklump. Däremot lyckas Puh fånga sig själv i fällan och fastna med huvudet i honungsburken. Milne beskriver inte hur en heffaklump ser ut, men enligt Ernest H. Shepards illustrationer till boken föreställer sig Nasse att heffaklumpen liknar en blå elefant.
Djuren förmodar att det utöver heffaklumpar även finns tesslor, möjligen även tasslor, i Sjumilaskogen.